# Fredrik Sterner (Snowboarder)
Anders Fredrik Sterner (* 23. November 1978 in Leksand) ist ein ehemaliger schwedischer Snowboarder. Er startete in den Disziplinen Halfpipe und Snowboardcross.

## Werdegang
Sterner, der für den Leksands SBK startete und in den Jahren 1996 und 1998 schwedischer Meister in der Halfpipe wurde, nahm zu Beginn der Saison 1996/97 in Whistler erstmals am Snowboard-Weltcup der FIS teil, wobei er die Plätze 37 und drei in der Halfpipe errang. Im weiteren Saisonverlauf kam er am Mount Bachelor auf den dritten Platz und bei den Snowboard-Weltmeisterschaften 1997 in Innichen auf den 29. Platz in der Halfpipe. Zum Saisonende belegte er den achten Platz im Halfpipe-Weltcup. Nach drei Platzierungen außerhalb der ersten Zehn zu Beginn der Saison 1997/98, holte er vier Weltcupsiege. Zudem errang er in Innichen den dritten Platz und gewann damit den Halfpipe-Weltcup. Im Gesamtweltcup wurde er Sechster. Bei seiner einzigen Olympiateilnahme im Februar 1998 in Nagano belegte er den 23. Platz in der Halfpipe. In der Saison 1998/99 kam er bei 11 Weltcupteilnahmen neunmal unter die ersten Zehn. Dabei siegte er in Whistler und errang einmal den dritten Platz sowie zweimal den zweiten Platz. Beim Saisonhöhepunkt, den Snowboard-Weltmeisterschaften 1999 in Berchtesgaden, gewann er die Silbermedaille in der Halfpipe. Die Saison beendete er auf dem 14. Platz im Gesamtweltcup und auf dem dritten Rang im Halfpipe-Weltcup. Auch in der Saison 1999/2000 wurde er Dritter im Halfpipe-Weltcup. Dabei kam er in Shigakogen auf den zweiten Platz und siegte in Grächen sowie in Sapporo. In der Saison 2000/01 belegte er bei den Snowboard-Weltmeisterschaften 2001 in Madonna di Campiglio den 32. Platz in der Halfpipe sowie den 29. Rang im Snowboardcross und absolvierte in Berchtesgaden seinen 43. und damit letzten Weltcup, welchen er auf dem vierten Platz in der Halfpipe beendete.
Sein Bruder Magnus Sterner war ebenfalls als Snowboarder aktiv.

## Teilnahmen an Weltmeisterschaften und Olympischen Winterspielen

### Olympische Winterspiele
- 1998 Nagano: 23. Platz Halfpipe

### Snowboard-Weltmeisterschaften
- 1997 Innichen: 29. Platz Halfpipe
- 1999 Berchtesgaden: 2. Platz Halfpipe
- 2001 Madonna di Campiglio: 29. Platz Snowboardcross, 32. Platz Halfpipe

## Weltcupsiege und Weltcup-Gesamtplatzierungen

### Weltcupsiege
| Nr. | Datum             | Ort        | Disziplin |
| --- | ----------------- | ---------- | --------- |
| 1.  | 7. Januar 1998    | St. Moritz | Halfpipe  |
| 2.  | 4. März 1998      | Morzine    | Halfpipe  |
| 3.  | 4. März 1998      | Morzine    | Halfpipe  |
| 4.  | 13. März 1998     | Tandådalen | Halfpipe  |
| 5.  | 11. Dezember 1998 | Whistler   | Halfpipe  |
| 6.  | 22. Januar 2000   | Grächen    | Halfpipe  |
| 7.  | 19. Februar 2000  | Sapporo    | Halfpipe  |

### Weltcup-Gesamtplatzierungen
| Saison    | Gesamt | Gesamt | Halfpipe | Halfpipe | Snowboardcross | Snowboardcross |
| Saison    | Punkte | Platz  | Punkte   | Platz    | Punkte         | Platz          |
| --------- | ------ | ------ | -------- | -------- | -------------- | -------------- |
| 1996/97   | 303    | 43.    | 1816     | 8.       | –              | –              |
| 1997/98   | 718    | 6.     | 5480     | 1.       | 100            | 50.            |
| 1998/99   | 620    | 14.    | 4960     | 3.       | –              | –              |
| 1999/2000 | 434    | 23.    | 4571     | 3.       | 165            | 65.            |
| 2000/01   | 179    | 48.    | 1612     | 12.      | –              | –              |